# Promises in the Dark
Pour plus de détails, voir Fiche technique et Distribution.
Promises in the Dark est un film américain réalisé par Jerome Hellman, sorti en 1979.

## Synopsis
L'histoire d'une cancérologue accompagnant vers la mort une jeune fille de 17 ans atteinte d'un cancer dont elle est condamnée...

## Fiche technique
- Titre original : Promises in the Dark
- Réalisation : Jerome Hellman
- Scénario : Loring Mandel
- Décors : Walter Scott Herndon
- Costumes : Ann Roth
- Photographie : Adam Holender
- Montage : Bob Wyman
- Musique : Leonard Rosenman
- Production : Jerome Hellman
  - Production déléguée : Sheldon Schrager
  - Production associée : Gail Mutrux
- Société(s) de production : Orion Pictures
- Société(s) de distribution : Orion Pictures et Warner Bros.
- Pays de production : États-Unis
- Année : 1979
- Langue originale : anglais
- Format : couleur (Metrocolor) – 35 mm – 1,85:1 – mono
- Genre : drame
- Durée : 118 minutes
- Date de sortie : 
  - États-Unis : 2 novembre 1979 (New York City, New York)

## Distribution
- Marsha Mason : Dr Alexandra Kendall
- Ned Beatty : Bud Koenig
- Susan Clark : Fran Koenig
- Michael Brandon : Dr Jim Sandman
- Kathleen Beller : Elizabeth "Buffy" Koenig
- Paul Clemens : Gerry Hulin
- Donald Moffat : Dr Walter McInerny
- Philip Sterling : Dr Frucht
- Bonnie Bartlett : Nurse Farber
- James Noble : Dr Blankenship

## Distinctions

### Nominations
- Golden Globes 1980 :
  - Meilleure actrice dans un film dramatique pour Marsha Mason
  - Meilleure actrice dans un second rôle pour Kathleen Beller